# Tequitlale
Tequitlale är en ort i Mexiko.   Den ligger i kommunen Coyomeapan och delstaten Puebla, i den sydöstra delen av landet, 260 km sydost om huvudstaden Mexico City. Tequitlale ligger 966 meter över havet och antalet invånare är 471.
Terrängen runt Tequitlale är huvudsakligen bergig, men åt nordost är den kuperad. Runt Tequitlale är det ganska tätbefolkat, med 96 invånare per kvadratkilometer. Närmaste större samhälle är Cuaxuxpa, 18,3 km nordväst om Tequitlale. I omgivningarna runt Tequitlale växer i huvudsak städsegrön lövskog.